# Hoge Kust
De Hoge Kust (Zweeds: Höga Kusten) is een kustgebied in Zweden dat zich bevindt in Ångermanland in de provincie Västernorrlands län aan de westkust van de Botnische Golf. Het gebied is 142.500 hectare groot, inclusief 80.000 hectare zee en eilanden en bestaat uit meren, baaien en vlakke heuvels tot 350 meter hoogte. Een deel ervan wordt beschermd als Nationaal park Skuleskogen. 

## Postglaciale bodemopheffing
Tijdens de ijstijd was dit gebied bedekt met een laag landijs van ongeveer 3000 meter dik. Het enorme gewicht van deze ijslaag drukte de aardkorst omlaag. Toen het ijs wegsmolt, veerde de aardkorst langzaam weer uit de zee omhoog. Dit verschijnsel wordt postglaciale opheffing genoemd.
Sinds de laatste terugtrekking van het ijs, zo'n 9600 jaar geleden aan het begin van het Holoceen, is het land 285 meter gestegen. Het stijgt nog altijd met 8 mm per jaar. Voor zover bekend is de Hoge Kust de grootste landverhoging ter wereld als gevolg van het terugtrekken van het ijs uit de ijstijd.
De verhoging van het land heeft tot gevolg dat het gebied in een relatief hoog tempo verandert: er ontstaan telkens nieuwe eilanden en bestaande eilanden vloeien samen met elkaar of met het vasteland, en baaien veranderen in meren.
De zee bestaat uit brak water met een van het noorden naar het zuiden toenemende zoutgradiënt als gevolg van de gedeeltelijke afsluiting van de Atlantische Oceaan, de instroom van veel zoet water uit talloze rivieren en weinig verdamping door de noordelijke ligging. Er bestaan door de unieke topografie meerdere zee-ecosystemen op relatief korte afstand van elkaar.

## Werelderfgoedlijst
Het gebied is een van de veertien werelderfgoederen in Zweden die op de werelderfgoedlijst van UNESCO staan. Het natuurerfgoed is in 2000 op deze lijst geplaatst en in 2006 is het werelderfgoed uitgebreid met de Kvarkenarchipel (Finland).
Het criterium voor opname op de werelderfgoedlijst luidde:
Het monument is een van de plaatsen ter wereld waar isostatische bodemverhoging vanwege het verdwijnen van het ijs plaatsvindt. De isostatische omkering is goed zichtbaar en de uniciteit van het gebied is het resultaat van isostatische bodemverhoging die groter is dan op andere plaatsen. Het is een typisch gebied voor onderzoek naar dit fenomeen en het werd dan ook als eerste hier herkend en bestudeerd.